# Centaurea arrectispina
Centaurea arrectispina là một loài thực vật có hoa trong họ Cúc. Loài này được Bertol. mô tả khoa học đầu tiên năm 1854.